# Boussé
Boussé település  Burkina Faso középső részén, Kourwéogo tartomány székhelye.

## Fordítás
- Ez a szócikk részben vagy egészben  a   Boussé című angol Wikipédia-szócikk ezen változatának fordításán alapul.  Az eredeti cikk szerkesztőit annak laptörténete sorolja fel. Ez a jelzés csupán a megfogalmazás eredetét és a szerzői jogokat jelzi, nem szolgál a cikkben szereplő információk forrásmegjelöléseként.